# Den Store Danske Encyklopædi
Den Store Danske Encyklopædi – em português Grande Enciclopédia Dinamarquesa – é uma enciclopédia generalista dinamarquesa.